# Charlie Brown (cançó de Benito di Paula)
«Charlie Brown» és una cançó i un senzill de samba de 1974 del cantant brasiler Benito di Paula, qui va compondre i va escriure la lletra. Es va convertir en una cançó de gran èxit i una cançó emblemàtica de Di Paula. El 1975, va llançar a l'estranger la cançó «Charlie Brown», que va tenir molt èxit a nivell internacional, fins al punt que va ser versionada per artistes internacionals en portuguès, així com en els seus idiomes. El títol fa referència al personatge Charlie Brown de la sèrie de dibuixos animats Peanuts.

## Composició i lletra
Aquesta cançó va trigar 5 anys a compondre's, començant en 1969, any en què Di Paula vivia en una pensió italiana a Santos, on veia els altres residents llegint còmics de Peanuts. Quan Di Paula va preguntar què passava als còmics, va demanar que li traduïssin els dibuixos, i amb això va quedar encantat amb el personatge de Charlie Brown, i va decidir escriure una cançó sobre ell, convidant al personatge de ficció a Brasil.
La lletra de la cançó és plena de referències al Brasil, el seu relleu i cultura diversos i els seus personatges famosos.
En el segon vers de la cançó, Di Paula esmenta els seus companys músics Vinícius de Moraes, Jorge Ben Jor i Luiz Gonzaga, els qui formaven part de l'oposició política brasilera a la junta militar brasilera governant en aquest moment, ia l'equip de futbol de Rio de Janeiro, CR Flamengo, que té la major base d'aficionats a nivell nacional.
En el seu quart vers, fa referència a São Paulo pel seu sobrenom «Terra da garoa" («Terra del plugim»), esmenta una cita del músic Caetano Veloso, el estat de Bahia, l'artista Carlos Imperial i l'el vers acaba citant el Carnaval de Rio de Janeiro, idealitzant Brasil en el seu cor.

## Llançament
Va ser gravat per primera vegada en 1974 en Estudi Reunits en São Paulo pel segell discogràfic Copacabana, sent el seu quart àlbum per al mateix segell i va ser llançat l'1 d'octubre de 1974, que es va convertir en la seva cançó més popular i reproduïda.
La cançó va ser molt ben rebuda al Brasil, convertint-se en el major èxit de les llistes musicals nacionals el 1975. Poc després de ser llançada, Di Paula va ser convidada a formar part de la delegació brasilera que va participar al Midem (Mercat Internacional d'Edició Discogràfica i Musical) a Canes, França, on li van donar tres minuts per presentar una mica de música i va triar «Charlie Brown». També va ser molt bé rebut pel públic europeu. La cançó es va fer encara més popular a Europa, després que el trio belga Two Man Sound la versionés a portuguès en una versió disco-samba en 1975.

## Llista de cançons
7" (Copacabana)
1. "Charlie Brown" – 4:17

7" (Vogue/Carnaby)
1. "Charlie Brown" – 4:17
2. "Beleza que é você mulher" – 4:43

7" (Telefunken)
1. "Charlie Brown" – 4:15
2. "Pare, olhe e viva" – 3:55

7" (Eleven)
1. "Charlie Brown" – 4:17
2. "Na casa de sinha" – 3:35

## Versions

### Two Man Sound
La cançó va ser versionada més notablement pel trio belga Two Man Sound, en la seva versió original portuguesa, però en un estil disco-samba de ritme més ràpid en 1975. Va aconseguir el lloc número set a Alemanya i el número u a Bèlgica a les llistes musicals el 1975.

### Versions en altres llengües
| Artista                 | Àlbum                                          | Detalls                                                |
| ----------------------- | ---------------------------------------------- | ------------------------------------------------------ |
| Ton van Kluyve          | Mijn Hoempapa                                  | - Llançat: 1975 - Adaptació al neerlandès - Format: 7" |
| Benny                   | Amigo Charly Brown/Wir Sind Nicht Mehr Zu Jung | - Llançat: 1975 - Adaptació a l'alemany - Format: 7"   |
| Guy Mardel              | Prends Des Vacances Charlie                    | - Llançat: 1975 - Adaptació al francès - Format: 7"    |
| Sylvia Vrethammar       | Sylvia                                         | - Llançat: 1976 - Adaptació a l'anglès - Format: 7"    |
| Vikingarna              | Kramgoa Låtar 3                                | - Llançat: 1976 - Adaptació al suec - Format: 12″      |
| Virve Rosti             | Tuolta Saapuu Charlie Brown                    | - Llançat: 1976 - Adaptació al finlandès - Format: 7"  |
| Emmanouil Iordanopoulos | Tzorntanélli                                   | - Llançat: 1976 - Adaptació al grec - Format: 12″      |
| Pavel Liška             | Gong 3                                         | - Llançat: 1977 - Adaptació al txec - Format: 12″      |
| Trio Expres             | Express                                        | - Llançat: 1983 - Adaptació al romanès - Format: 12″   |
| Bjørn & Okay            | Hej Med Dig                                    | - Llançat: 1997 - Adaptació al danès - Format: 12″     |
| Kuldsed Lindid          | Kaua                                           | - Llançat: 2001 - Adaptació al estonià - Format: 12″   |